# Nyonga satyra
Nyonga satyra är en insektsart som först beskrevs av Ronald Gordon Fennah 1957.  Nyonga satyra ingår i släktet Nyonga och familjen vedstritar. Inga underarter finns listade i Catalogue of Life.